# گامارا (سزار)
گامارا (انگلیسی: Gamarra, Cesar) نام شهری در کشور کلمبیا است.